# Witold Walter
Witold Antoni Walter (ur. 16 grudnia 1909 w Gnieźnie, zm. 12 czerwca 1944 w Mauthausen-Gusen) – ziemianin, żołnierz Armii Krajowej ps. "Dziedzic", "Witalis".

## Życiorys
Był jedynym synem Kazimierza i Ewy z Janczakowskich Walterów. Ukończył państwowe Gimnazjum Klasyczne w Gnieźnie. W okresie międzywojennym pracował u swego stryja Witalisa Waltera powstańca styczniowego, sądzonego w procesie berlińskim (1864), właściciela majątku Dziećmiarki i Słępowo, który później odziedziczył. Imię stryja było inspiracją do pseudonimu konspiracyjnego, którego używał podczas II wojny światowej. Obok pseudonimu „Witalis” używał też pseudonimu „Dziedzic”. Wiosną 1940 utworzył we Wrześni i innych miejscowościach komórki Tajnej Organizacji Narodowej, którą kierował i którą wyposażył w sprzęt biurowy i poligraficzny, umożliwiający drukowanie gazetki „Czuwamy”. W 1943 zgłosił akces do struktur Armii Krajowej. Został aresztowany przez Gestapo i poddany ciężkiemu śledztwu, w którym udało mu się nie wydać tajemnic konspiracyjnych dzięki symulowanej chorobie psychicznej. W 1944 został zesłany do obozu koncentracyjnego w Mauthausen-Gusen. Tam zmarł 12 czerwca 1944, rzekomo na zapalenie opon mózgowych. Po wojnie majątek w Dziećmiarkach został znacjonalizowany i popadł w ruinę. Dwór został rozebrany w latach 80. XX wieku.